# Angharad ferch Meurig
Angharad ferch Meurig var en walesisk drottning av kungariket Gwynedd, gift med kung Rhodri Mawr av Gwynedd (regent 844–878). Hon blev regent i kungariket Seisyllwg efter sin brors död 872, och placerade då sin näst äldste son på tronen.

## Biografi
Angharad ferch Meurig var dotter till Meurig ap Dyfnwal, kung av Seisyllwg. Hon gifte sig med Rhodri Mawr, den då mäktigaste walesiska kungen, med vilken hon fick tre söner.
När hennes bror Gwgon ap Meurig avled barnlös 872 fick hon och hennes make ansvaret för kungariket Seisyllwg. De placerade då sin mellersta son Cadell ap Rhodri på tronen i sin mors förra hemland.